# Seven Drunken Nights
Seven Drunken Nights is een humoristisch Iers volkslied, dat vooral bekend is geworden in een uitvoering uit 1967 van The Dubliners. Deze versie bereikte nummer 7 in de Britse hitlijsten in 1967, dankzij de diffusie op Radio Caroline, maar het werd verboden door de Ierse zender. Het was gebaseerd op een oudere Schotse ballade, Our Goodman (Child Ballad # 274), ook wel Four Nights Drunk. Het lied werd ook een deel van de Amerikaanse volkscultuur, zowel door Iers-Amerikanen en via de bluestraditie. 
Onder het publiek werden slechts vijf van de zeven nachten gezongen in verband met het vulgaire karakter van de laatste twee coupletten. Iedere nacht vormt een couplet, gevolgd door een refrein, waarin de verteller thuiskomt en in dronken staat wordt afgeleverd om het bewijs vinden dat een andere man het met zijn met zijn vrouw had aangelegd, maar zij weet hem met haar uitleg niet te overtuigen van het tegendeel.

## Tekst
Op de eerste, nacht (over het algemeen maandag), ziet de verteller een vreemd paard voor de deur:
As I went home on Monday night as drunk as drunk could be,
I saw a horse outside the door where my old horse should be.
Well, I called me wife and I said to her: "Will you kindly tell to me
Who owns that horse outside the door where my old horse should be?"
Zijn vrouw vertelt hem dat het slechts een zeug is, een geschenk van haar moeder:
"Ah, you're drunk, you're drunk, you silly old fool, still you can not see
That's a lovely sow that me mother sent to me."
In elk couplet merkt de verteller een fout in elke verklaring, maar lijkt het eens met de inhoud en laat de zaak rusten:
Well, it's many a day I've travelled a hundred miles or more,
But a saddle on a sow sure I never saw before.
De volgende vier nachten zijn het een jas, (eigenlijk een deken volgens de vrouw, waarop hij knopen ziet), een pijp (een tin whistle, gevuld met tabak), twee laarzen (bloempotten, met veters), en ten slotte, in het meest gezongen laatste couplet, een hoofd dat tuurt van onder de dekens. Zijn vrouw vertelt hem dat het een jongetje is, waarop hij zegt: Een jongetje met snorharen heb ik nooit eerder gezien. Van elk nieuw ding dat in het huis verschijnt, wordt gezegd dat het een geschenk van de moeder van de vrouw is.
De laatste twee verzen worden niet vaak gezongen, en worden over het algemeen beschouwd als te ranzig, en door hun zeldzaamheid hebben er verschillende versies gecirculeerd. Couplet zes heeft soms hetzelfde verhaal, waarin twee handen op de borsten van de vrouw rusten. De vrouw geeft dan de minst waarschijnlijke verklaring, door hem te vertellen dat het slechts een nachthemd is, waarop de man zegt dat het nachthemd vingers heeft.

## Opgenomen versies
| Album/Single                                                     | Uitvoerder                 | Jaar | Variant                                     | Opmerkingen                                                                    |   |
| ---------------------------------------------------------------- | -------------------------- | ---- | ------------------------------------------- | ------------------------------------------------------------------------------ | - |
| Earl Johnson Vol. 1 1927                                         | Earl Johnson               | 1927 | Three Nights Experience                     | .                                                                              |   |
| Serenade The Mountains: Early Old Time Music On Record           | Gid Tanner & Riley Puckett | 1934 | Three Nights Drunk                          | .                                                                              |   |
| 1947-1948                                                        | Tom Archia                 | 1948 | Cabbage Head Part 1 and Cabbage Head Part 2 | .                                                                              |   |
| Ten Man Mop, Or Mr. Reservoir Butler Rides Again                 | Steeleye Span              | 1971 | Four Nights Drunk                           | .                                                                              |   |
| The English and Scottish Popular Ballads: Vol. 1 - Child Ballads | Ewan MacColl               | 1961 | Oud Goodman (Our Gudeman, Child 274)        | .                                                                              |   |
| Folk Balladeer                                                   | John Jacob Niles           | 1965 | Our Goodman or Old Cuckold                  | Verzamel-lp, later heruitgebracht als My Precarious Life In The Public Domain. |   |
| Essential Collection                                             | The Dubliners              | 1967 | Seven Drunken Nights                        | .                                                                              |   |
| Digital Library of Appalachia                                    | Jenes Cottrell             | 1973 | Four Nights Drunk                           | Opgenomen tijdens het Mountain Heritage Festival in Carter County, Kentucky.   |   |
| Irish Beer Drinking Favorites                                    | The Kilkenny Brothers      | 1998 | Seven Drunken Nights                        | .                                                                              |   |
| Digital Library of Appalachia                                    | Sheila K. Adams            | 1998 | Four Nights Drunk                           | Opgenomen tijdens de Berea College Celebration of Traditional Music 10-22-98.  |   |
| Going Up the Missouri: Songs & Dance Tunes from Old Fort Osage   | Jim Krause                 | 1999 | Cabbagehead                                 | .                                                                              |   |
| Underneath The Stars                                             | Kate Rusby                 | 2003 | The Goodman                                 | .                                                                              |   |
| Website                                                          | Wendy Grossman             | 2005 | Four Nights Drunk                           | Parodie.                                                                       |   |
| If Pigs Could Fly                                                | Bootless and Unhorsed      | 2009 | Seven Drunken Nights                        | Live-opname in de Last Chance Saloon, 1994.                                    |   |
| Deathknot EP                                                     | Wolfhorde                  | 2010 | Seven Drunken Nights                        | Eigen uitgave                                                                  | . |